# Железничка станица Мојковац
Железничка станица Мојковац је једна од железничких станица на прузи Београд—Бар. Налази се насељу Мојковац у општини Мојковац. Пруга се наставља у једном смеру ка Требаљеву и у другом према Мијатовом Колу. Железничка станица Мојковац састоји се из 5 колосека.

## Повезивање линија
- Пруга Београд—Бар